# Comuna Ostriveț, Terebovlea
Ostriveț (în ucraineană Острівець) este o comună în raionul Terebovlea, regiunea Ternopil, Ucraina, formată din satele Humnîska, Ostriveț (reședința) și Zastinocine.

## Demografie
Componența lingvistică a comunei Ostriveț
     Ucraineană (99,75%)
     Alte limbi (0,25%)
Conform recensământului din 2001, majoritatea populației comunei Ostriveț era vorbitoare de ucraineană (99,75%), existând în minoritate și vorbitori de alte limbi.